# Mary Kay Adamsová
Mary Kay Adamsová (* 12. září 1962 Middletown Township, New Jersey) je americká herečka.
Je přímým potomkem amerických prezidentů Johna Adamse a Johna Quincyho Adamse. Vystudovala Emerson College, kde získala titul bakalář umění. Ve filmu se poprvé objevila v roce 1984 v rodinném snímku Muppets dobývají Manhattan. V 90. letech hostovala např. v seriálech Jake a Tlusťoch, As the World Turns, One Life to Live, Diagnóza vražda, Třetí hlídka či Právo a pořádek. V letech 1984 až 2005 (s přestávkami) hrála postavu Indie von Halkein Spaulding Norris v mýdlové opeře U nás ve Springfieldu. Známá je též svými rolemi ve sci-fi seriálech. V letech 1994 a 1995 hrála Na'Toth ve druhé řadě seriálu Babylon 5, kterou převzala po Julii Caitlin Brownové. V seriálu Star Trek: Stanice Deep Space Nine ztvárnila v epizodách Quarkův dům (1994) a Kde by lásku nikdo nehledal (1996) Klingonku jménem Grilka.